# Survival Quest
Survival Quest (titlu original: Survival Quest) este un film american de supraviețuire din 1989 regizat de Don Coscarelli. Rolurile principale au fost interpretate de actorii Lance Henriksen, Catherine Keener și Dermot Mulroney.

## Distribuție
- Lance Henriksen - Hank Chambers
- Mark Rolston - Jake Cannon
- Steve Antin - Raider
- Michael Allen Ryder - Harper
- Paul Provenza - Joey
- Ben Hammer - Hal
- Dominic Hoffman - Jeff
- Traci Lind - Olivia
- Dermot Mulroney - Gray Atkinson
- Catherine Keener - Cheryl
- Reggie Bannister - Pilot
- Brooke Bundy - Olivia’s Mother
- Dean Scofield - Olivia’s Fiancé